# Stadsregiorail
Stadsregiorail (voorheen: StadsRegioRail KAN) is een programma ter bevordering van het personenvervoer per spoor in de Stadsregio Arnhem Nijmegen. De Stadsregio werkt hierbij samen met de provincie, gemeenten, ProRail, NS, andere openbaarvervoerbedrijven en het Ministerie van Infrastructuur en Milieu. De voornaamste onderdelen van Stadsregiorail zijn de volgende stations en keersporen:
- Station Mook Molenhoek (gerealiseerd mei 2009)
- Station Westervoort (gerealiseerd december 2011)
- Station Nijmegen Goffert (gerealiseerd december 2014)
- Station Zevenaar Poort is onderwerp van een planstudie. Het station zou nabij de wijk Groot Holthuizen gebouwd moeten worden. Zevenaar Poort zou kunnen gaan fungeren als transferium, de beoogde locatie is nabij de A12. Voorjaar 2013 besloten provincie Gelderland, de stadsregio en ProRail om de plannen voor de halte op de lange baan te schuiven en te kiezen voor aanleg van dubbelspoor tussen Zevenaar en Didam.

- Keerspoor Elst (2015 opgeleverd - het keerspoor is aangelegd om extra treindiensten in te kunnen passen)
- Keerspoor Wijchen (2015 opgeleverd - het keerspoor zorgt ervoor de stoptrein Zutphen-Wijchen kan keren, zodat er ruimte op het spoor is voor vier sprinters per uur)